# 特里梅 (伊勒-维莱讷省)
特里梅（法語：Trimer）是法国伊勒-维莱讷省的一个市镇，属于圣马洛区（Saint-Malo）坦泰尼阿克县（Tinténiac）。该市镇总面积3.56平方公里，2009年时的人口为176人。

## 人口
特里梅人口变化图示